# Cine Publi
El Publi Cinema o Cine Publi va ser una sala d'exhibició cinematogràfica ubicada al Passeig de Gràcia (núm. 57) de Barcelona. Va obrir les portes el 13 d'abril de 1932. Va acollir algunes edicions del Festival Internacional de Cinema Gai i Lèsbic de Barcelona. Avui en dia, ocupa el seu espai, una botiga internacional de màquines de cafè.

## Història
Al març de 1967, s'estrena al cine Publi de Barcelona Sueños, d'Ingmar Bergman, esdeveniment que es pot considerar l'origen dels cines d'art i assaig a Catalunya, aprofitant alguns forats de la Llei de cinema de l'època. Darrere l'operació s'amagava el Círculo A, una empresa fundada per Jaume Figueras, Antoni Kirchner i Pere Ignasi Fages, que pretenia donar a conèixer al públic un cert tipus de cinema d'autor exhibit en versió original subtitulada. Es tractava, doncs, d'un intent de caràcter alhora cinèfil i ideològic. Quan el 1972 abandona el Publi, el Círculo A ja havia estès els tentacles i programava en sales com l'Alexis (des del 1969), l'Aquitania (1969) i l'Arcadia (1971), una activitat que s'ampliaria durant els anys següents.